# Albert Henry Ottenweller
Albert Henry Ottenweller (* 5. April 1916 in Stanford, Montana, USA; † 23. September 2012 in Toledo, Ohio) war ein US-amerikanischer Priester. Er war römisch-katholischer Bischof von Steubenville.

## Leben
Albert H. Ottenweiler wuchs in Leipsic, Ohio, auf. Er besuchte die St. Joseph High School und später das St. Joseph College in Rensselaer, Indiana. 1943 graduierte er in Philosophie und Katholischer Theologie an der Katholischen Universität von Amerika in Washington, D.C. Der Bischof von Toledo, Karl Joseph Alter, spendete ihm am 19. Juni 1943 die Priesterweihe. Er war Vikar in St. John the Evangelist Church in Delphos und von 1959 bis 1961 in St. Richard Church in Swanton. 1961/62 war er Pfarrer in St. Joseph Church in Blakeslee und der zugehörigen Missionsstation Sacred Heart of Montpelier. Von 1962 bis 1968 übernahm er die Pfarrstelle Our Lady of Mount Carmel Church in Bono und zudem das spanisch-sprechende Apostolat des Bistums von 1958 bis 1969. 1968 übernahm er die Pfarrstelle St. John the Evangelist Church in Delphos und wurde zum Generalvikar des Bistums bestellt.
Papst Paul VI. ernannte ihn am 17. April 1974 zum Titularbischof von Perdices und Weihbischof in Toledo. Die Bischofsweihe spendete ihm der Bischof von Toledo, John Anthony Donovan, am 29. Mai desselben Jahres; Mitkonsekratoren waren Joseph Bernardin, Erzbischof von Cincinnati, und William Michael Cosgrove, Bischof von Belleville. Am 11. Oktober 1977 wurde er von Paul VI. zum Bischof der Diözese Steubenville ernannt und am 22. November offiziell in dieses Amt eingeführt.
Am 28. Januar 1992 nahm Papst Johannes Paul II. sein aus Altersgründen vorgebrachtes Rücktrittsgesuch an. Er nahm seinen Altersruhesitz in Toledo, Ohio, und war Rektor der Holy Rosary Cathedral bis 2010.